# زاكومي
زاكومي (مواليد 16 يونيو 1994) هو تميمة بطولة كأس العالم لكرة القدم 2010 في جنوب أفريقيا . هو نمر مرح ورياضي شعره أخضر وتم تقديمه في 22 سبتمبر 2008. جاء تسميته من خلال التالي : زا (ZA) الرمز الكودي لجنوب أفريقيا وكومي (KUMI) كلمة تعني بلغة الجنوب الأفريقيين الرقم عشرة والذي يعود إلى سنة إقامة البطولة.